# Калвін Гарріс
Адам Річард Вайлс (англ. Adam Richard Wiles; нар. 17 січня 1984), більш відомий за сценічним псевдонімом Калвін Гарріс (англ. Calvin Harris) — шотландський автор-виконавець, продюсер, DJ. Має титул Короля електропопу за свій дебютний альбом I Created Disco, що став золотим диском і містить сингли, що потрапили до TOP-10 «Acceptable in the 80s» і «The Girls». Також Калвін був автором і продюсером записів інших артистів, як-от Кайлі Міноуг і її платівки X, британського репера Dizzee Rascal — «Dance with Me», а також записав сингл з барбадоською співачкою Ріанною — «We Found Love» у 2011 році.

## Життєпис

### 1984—2006: Юність, початок кар'єри
Калвін народився 17 січня 1984 року в Дамфрісі. Змалку в нього з'явилось тяжіння до електронної музики, і починаючи з 1999 року Гарріс почав записувати демоверсії у себе вдома. Газета News of the World стверджує, що коли Калвін почав займатися музикою, він став відлюдним та сором'язливим, позаяк почував себе ніяково від своєї популярності. Доля посміхнулася до нього вперше, коли пісні «Da Bongos» і «Brighter Days» було випущено як вініловий сингл на лейблі Prima Facie label на початку 2002 року під псевдонімом Stouffer.
Гарріс підписав контракт з EMI (видання) та Sony BMG (запис) у 2006 році — тоді його музика стала справжнім відкриттям у соціальній мережі MySpace. Калвін раптом переїхав із Лондона додому в Дамфріс, оскільки не міг знайти роботу. Він зміг випустити лиш одну пісню зі співаком Ayah Marar (увійшов до збірки The Unabombers' 'Electric Soul 2' в 2004 році).

### 2006-07:I Created Disco

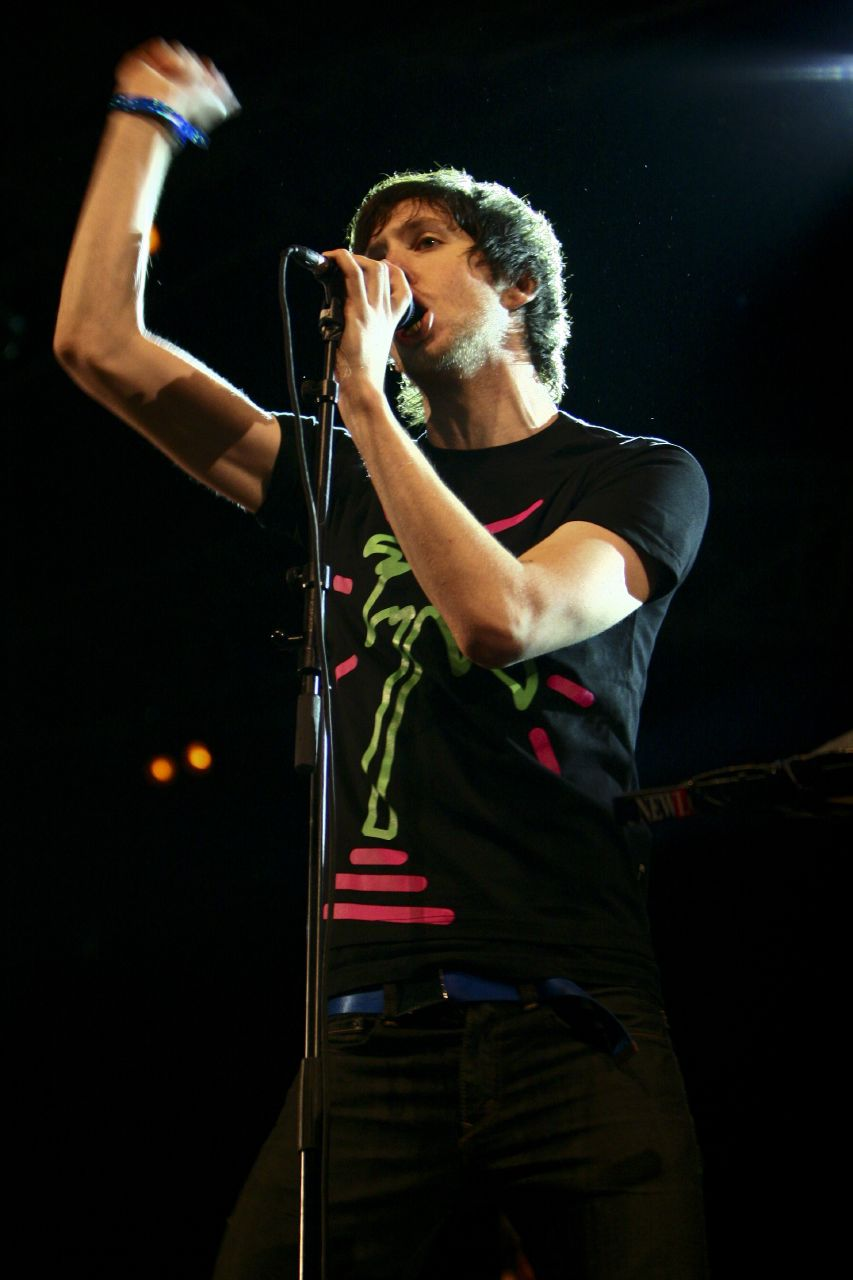
Калвін Гарріс на власному виступі в 2008 році

Дебютний альбом I Created Disco було видано 29 червня 2007 року. На нього відчутно вплинула музика 1980-х років та стиль електроклеш. Для промоції I Created Disco Гарріс зорганізував тур Великою Британією, даючи виступи перед Faithless і Groove Armada.
Пісня Vegas стала першим синглом із цього альбому, вона вийшла обмеженим числом на вінілі. А першим синглом, що потрапив до чартів, став Acceptable in the 80s, триб'ют стилю й епохи того десятиріччя. Пісня потрапила до першої десятки UK Singles Chart, залишившись у ньому на 15 тижнів.The Girls стала другим синглом, і він потрапив до топ 5 в британських чартах серед синглів. Четвертим синглом стала композиція Merrymaking at My Place, що стала 43-ю в британському чарті.
У 2007 році Гарріс записував із Кайлі Міноуг. Для неї він написав та спродюсував 2 пісні для альбому X : 'In My Arms' і 'Heart Beat Rock'. Також Калвін працював з британською поп-зіркою Софі Елліс-Бекстор, до того написав нові пісні для її четвертого альбому.
У 2008 році Калвін був діловим партнером репера Dizzee Rascal у його пісні Dance wiv Me.

### 2009—2011:Ready for the Weekend

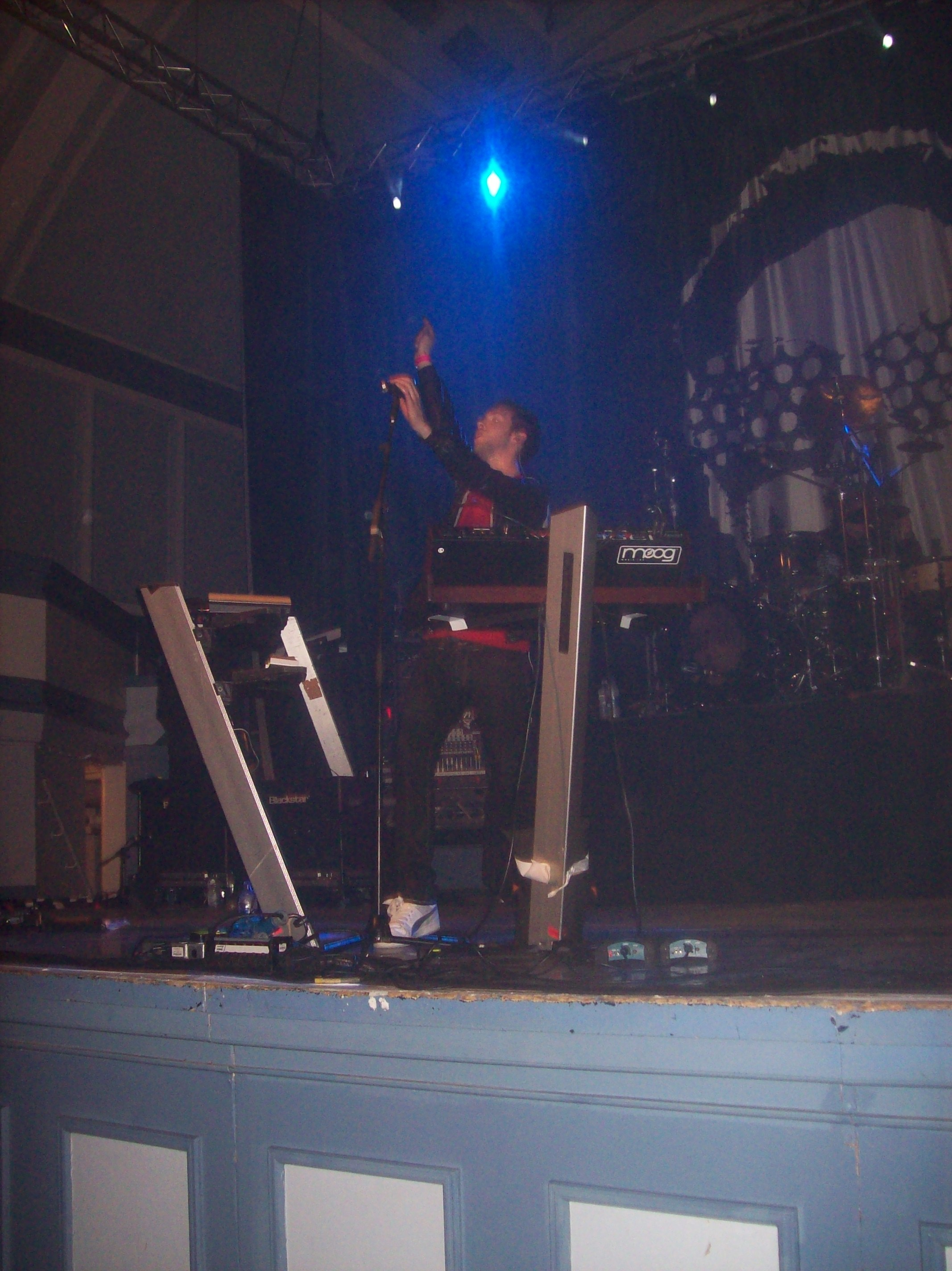
Гарріс виступає в Кілмарноку, Шотландія для промоції Ready for the Weekend в 2009

Гарріс почав роботу над новим альбомом невдовзі після релізу дебютного I Created Disco. Перші треки було записано в 2008 році. 3 квітня 2008 року Калвін заявив, що копію нового альбому було втрачено разом із його лептопом в 5 терміналі аеропорту Хітроу. Пізніше в ефірі радіо BBC під час фестивалю в Гластонбері 2008 року він сказав про повернення свого багажу, включно з записами нового альбому. Потім Гарріс зізнався в тому, що збрехав, тому що альбому не було в багажі. Таким чином він сподівався виграти час для закінчення запису.
Перший сингл I'm Not Alone був уперше виконаний на святкування Нового року в Сіднеї. Прем'єра пісні відбулася на 'BBC Radio 1' 23 січня 2009 року в шоу Піта Тонга, видали її в квітні 2009 року, і одразу вона стала номером 1 в британському чарті. Сингл Ready for the Weekend став номером 3 в UK Singles Chart.
Гарріс влаштував світове турне Великою Британією, Ірландією, Францією, Нідерландами і США для просування нової платівки.
В червні 2009 року NME анонсував, що альбом Ready for the Weekend вийде 17 серпня 2009 року. Пісні з його Holiday та Ready for the Weekend попали в радіоетер.

### 2013-15:Motion
У жовтні 2013 року Гарріс і шведський ді-джей Alesso випустили спільний сингл з сінті-поп дуетом Hurts, що називається «Under Control». Він деб'ютував під номером 1 у Великій Британії. 14 березня 2014 відбулася прем'єра пісні Гарріса «Summer» на радіо Capital FM у Англії. Трек, випущений 14 березня 2014, став першим синґлом з його майбутнього четвертого студійного альбому. Він деб'ютував під номером один у Великій Британії та Ірландії.
У червні, Геріс оголосив про спільний трек «Blame» з Джоном Н'юменом через Twitter і показав обкладинку. Синґл «Outside» з вокалом від Ellie Goulding було випущено 20 жовтня 2014.
Його четвертий альбом під назвою Motion (He[) було випущено 4 листопада 2014, до нього включено «Under Control», «Summer», «Outside» і «Blame». Трек "Slow Acid"як рекламний синґл з альбому вперше пролунав 14 жовтня 2014. Пісня під назвою Pray to God, що презентував рок-гурт тріо Хаїм побачив світ 11 лютого 2015.

### 2015:5 альбом Геріса
17 липня 2015 вийшов новий трек під назвою «How deep is your love?», що стало першою піснею у прийдешньому п'ятому альбомі співака.

### Особисте життя співака
З 2013 до 2014 мав стосунки з британською співачкою Рітою Орою. Нині ж співак зустрічається з популярною поп-співачкою та композиторкою Тейлор Свіфт, що за даними авторитетного видання Форбс зробило їх найбільш оплачуваною зірковою парою (146 млн.$) станом на липень 2015 року.

## Дискографія

### Студійні альбоми
- 2007: I Created Disco
- 2009: Ready for the Weekend
- 2012: 18 Months
- 2014: Motion
- 2017: Funk Wav Bounces Vol. 1

### Ремікси
| Рік  | Артист                         | Назва                                            |
| ---- | ------------------------------ | ------------------------------------------------ |
| 2006 | All Saints                     | «Rock Steady»                                    |
| 2007 | Groove Armada                  | «Get Down»                                       |
| 2007 | CSS                            | «Let's Make Love and Listen to Death from Above» |
| 2008 | The Ting Tings                 | «Great DJ»                                       |
| 2008 | Cut Copy                       | «Hearts on Fire»                                 |
| 2008 | Primal Scream                  | «Uptown»                                         |
| 2008 | The Hours                      | «See the Light»                                  |
| 2008 | Kaiser Chiefs                  | «Good Days Bad Days»                             |
| 2009 | Zuper Blahq                    | «Here We Go»                                     |
| 2009 | The Ting Tings                 | «We Walk»                                        |
| 2009 | Shakira                        | «She Wolf»                                       |
| 2009 | Passion Pit                    | «The Reeling»                                    |
| 2009 | Mr Hudson за участі Kanye West | «Supernova»                                      |
| 2009 | Katy Perry                     | «Waking Up in Vegas»                             |
| 2009 | Mika                           | «We Are Golden»                                  |
| 2010 | Келіс                          | «4th of July (Fireworks)»                        |
| 2011 | Келіс                          | «Bounce»                                         |
| 2011 | Deadmau5                       | «I'm Not Alone (Deadmau5 remix)»                 |
| 2011 | Rihanna                        | «We Found Love»                                  |

## Премії та номінації
| Рік  | Назва                            | Нагорода                                  | Що номінувалось | Результат |
| ---- | -------------------------------- | ----------------------------------------- | --------------- | --------- |
| 2007 | BT Digital Music Awards          | Найкращий електронний артист або DJ       |                 | Номінація |
| 2007 | Q Awards                         | Найкращий прорив                          |                 | Номінація |
| 2008 | Xfm New Music Award              |                                           | I Created Disco | Номінація |
| 2008 | Shortlist Music Prize            |                                           | I Created Disco | Номінація |
| 2008 | Popjustice £20 Music Prize       |                                           | «Dance Wiv Me»  | Номінація |
| 2009 | The Music Producers Guild Awards | Найкращий реміксер                        |                 | Перемога  |
| 2009 | 2009 BRIT Awards                 | Британський сингл                         | «Dance Wiv Me»  | Номінація |
| 2009 | NME Awards                       | Best Dancefloor Filler                    | «Dance Wiv Me»  | Перемога  |
| 2009 | Нагорода Айвор Новелло           | Найкраща сучасна пісня                    | «Dance Wiv Me»  | Номінація |
| 2009 | Popjustice £20 Music Prize       | Найкраща сучасна пісня                    | «I'm Not Alone» | Номінація |
| 2010 | 2010 BRIT Awards                 | Найкращий британський виконавець          |                 | Номінація |
| 2013 | MTV Europe Music Awards          | Кращий британський-ірландський виконавець |                 | Номінація |
| 2013 | MTV Europe Music Awards          | Найкращий електронний проект              |                 | Номінація |